# Kathedrale

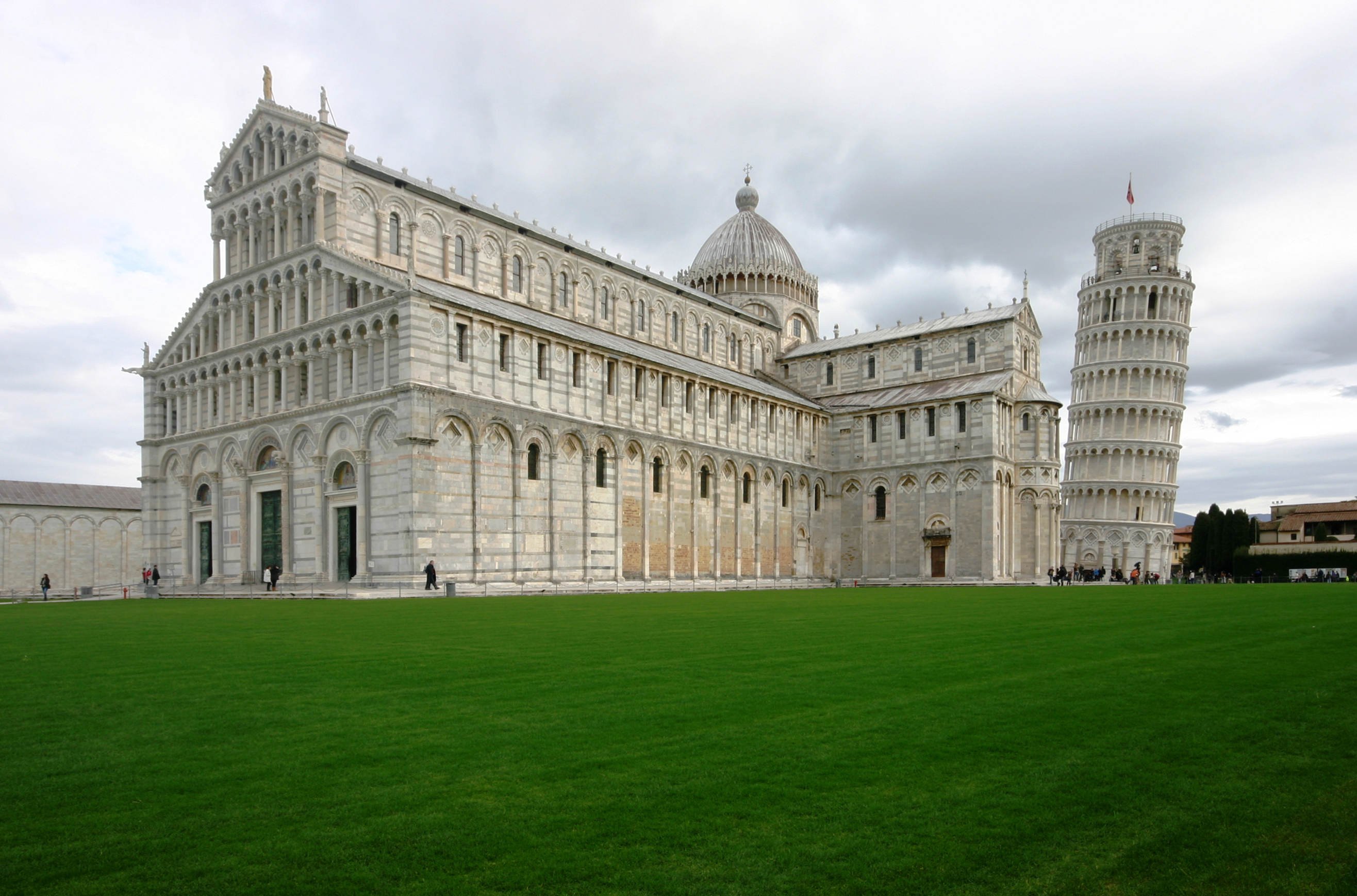
Dom zu Pisa, römisch-katholische Kathedrale des Erzbistums Pisa

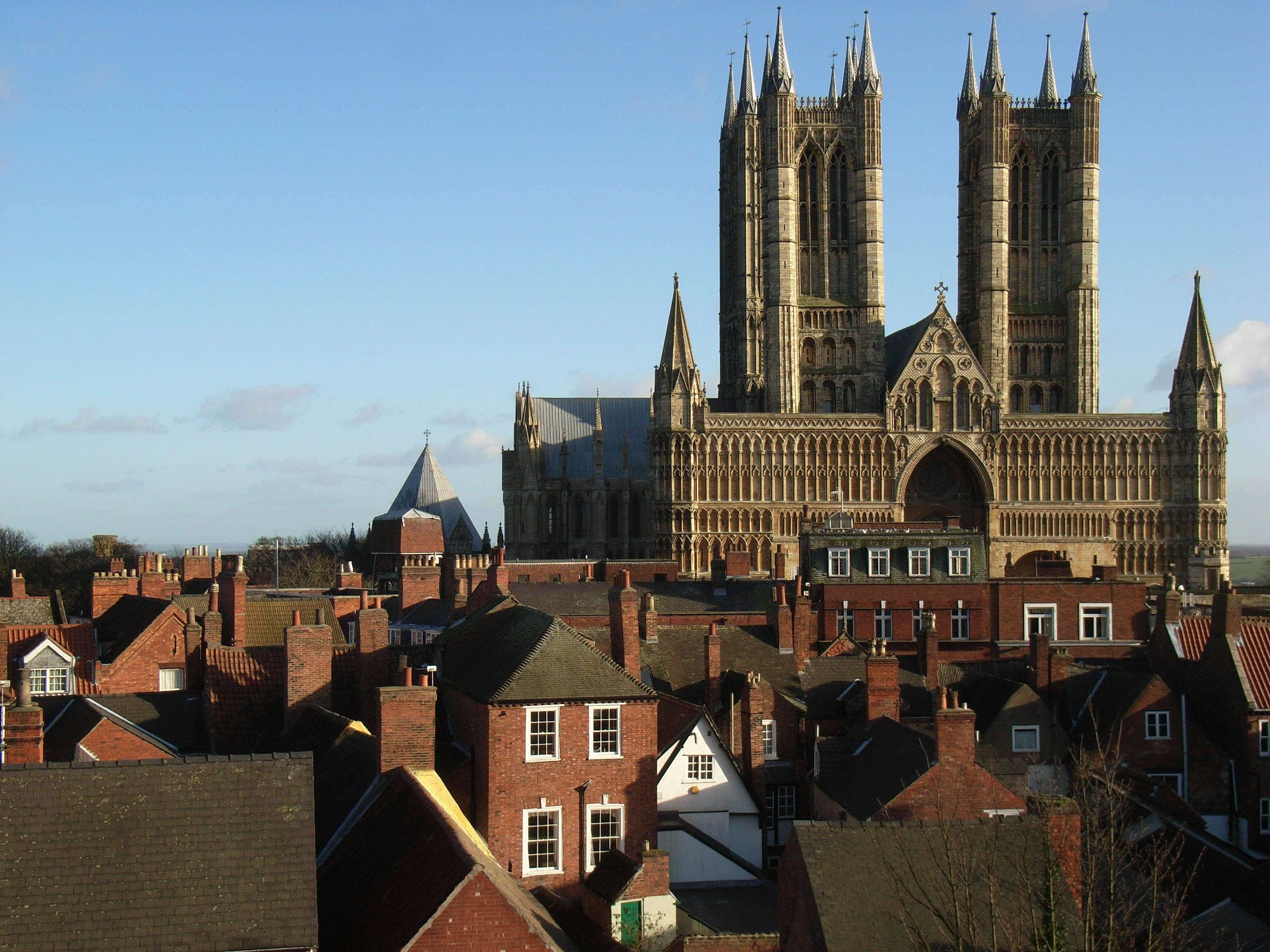
Kathedrale von Lincoln, anglikanische Kathedrale der Diözese Lincoln

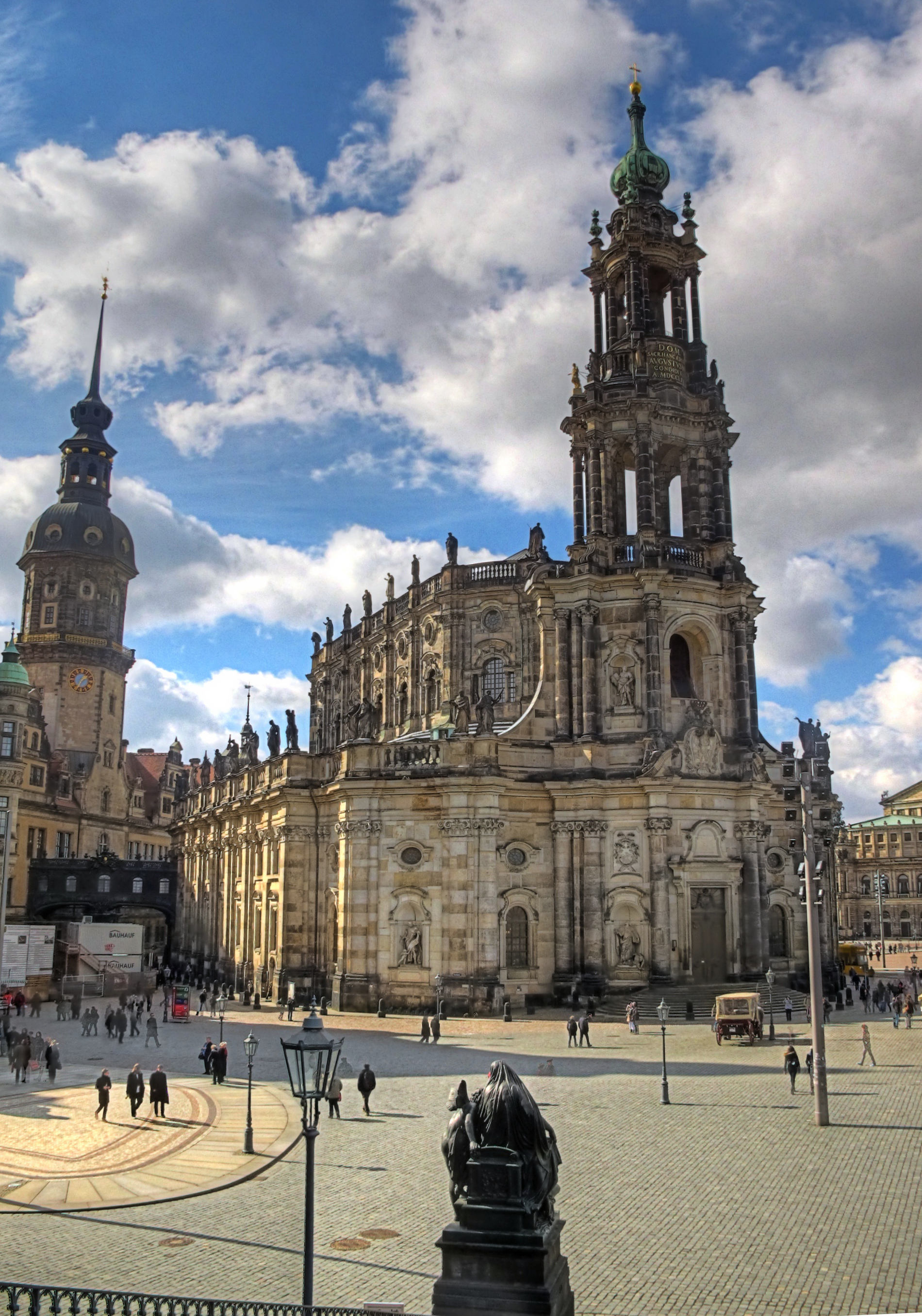
Katholische Hofkirche, Kathedrale des Bistums Dresden-Meißen

Dom zu Florenz, Kathedrale des Erzbistums Florenz

Eine Kathedrale oder Kathedralkirche (lateinisch ecclesia cathedralis „Kirche der Kathedra“), auch Bischofskirche, ist eine Kirche, in der ein Bischof residiert und die die Kathedra als dessen Sitz enthält. Als Haupt- und Mutterkirche eines Bistums ist sie der Ort, von dessen Kathedra aus der Ortsbischof die mit seinem Amt verbundenen Aufgaben der Verkündigung, des liturgischen Dienstes und der pastoralen Aufsicht wahrnimmt. Mit der Kennzeichnung einer Kirche als Kathedrale ist keine Aussage über den Baustil, die Größe oder die Entstehungszeit des Gebäudes verbunden.
Kathedralen gibt es in episkopal verfassten Kirchen wie der römisch-katholischen Kirche, den orthodoxen, anglikanischen und altkatholischen Kirchen sowie einzelnen lutherischen und methodistischen Kirchen.
In den Listen von Domen und Kathedralen sind Kathedralen nach Kontinenten sortiert aufgeführt.

## Etymologie
Das Wort leitet sich von altgriechisch καθἐδρα kathedra über lateinisch cathedra ‚Thron, Sitz‘ ab als örtliche Manifestation der bischöflichen Amtsvollmacht.
Die Bezeichnung ecclesia cathedralis tauchte erstmals 516 auf dem Konzil von Tarragona auf, das allerdings nicht zur Reihe der ökumenischen Konzile gehört.
In der Ostkirche hat sich die Bezeichnung Kathedrale nicht etabliert, stattdessen werden die Bischofskirchen einfach „Kirche“ oder „große Kirche“ (vgl. lateinisch ecclesia maior) genannt.

### Ähnliche Begriffe
Im deutschen und italienischen Sprachraum werden viele Kathedralen auch als Dom oder Münster bezeichnet. Beispiele dafür sind Kölner Dom, die Duomos  in Mailand und Florenz, im Südwesten das Freiburger und das Straßburger Münster. Diese Begriffe sind jedoch nicht gleichbedeutend und werden auch auf große oder bedeutsame Kirchen angewandt, die kein Bischofssitz sind: das Ulmer Münster und selbst der Petersdom sind keine Kathedralen.

### Andere Bezeichnungen
In den lutherischen Kirchen Skandinaviens heißen die Kathedralen Domkirke bzw. Domkyrka („Domkirche“).
In der Orthodoxen Kirche Griechenlands, deren Oberhaupt und wichtigste Bischöfe gleichzeitig den Titel Metropolit tragen, gibt es die Bezeichnung Mitropolitikós Naós (Μητροπολιτικός Ναός), Metropolitenkirche, eigentlich sogar Metropoliten-Tempel. In den slawischen Ländern ist die Bezeichnung Sobor (собор) verbreitet, die sich von der slawischen Bezeichnung für Konzil ableitet.
In mittelalterlichen Quellen sind auch andere Bezeichnungen überliefert: ecclesia maior (‚große Kirche‘), ecclesia mater (‚Mutterkirche‘), ecclesia principalis (‚Hauptkirche‘), ecclesia senior (‚alte Kirche‘), ecclesia matrix (‚Ausgangskirche‘).
Die Bezeichnung Bischofskirche (ecclesia episcopalis) ist ein eigenständiger Titel in der lateinischen Kirche und bezieht sich darauf, dass die Kirche Sitz eines Ordinarius im Range eines Bischofs ist. Die Kathedralen höherrangiger Prälaten tragen dagegen Titel, deren Bezeichnung aus der Amtswürde abgeleitet ist:
Die ecclesia archiepiscopalis (‚Erzbischofskirche‘) ist der Sitz eines Erzbischofs, ecclesia metropolitana (‚Metropolitankirche‘) Sitz eines Metropoliten und Hauptkirche einer Kirchenprovinz (Metropolie), ecclesia primatialis (‚Primaskirche‘) der Sitz eines Primas und ecclesia patriarchalis (‚Patriarchalkirche‘, auch Patriarchalbasilika) der Sitz eines Patriarchen.

## Kathedralen in der römisch-katholischen Kirche

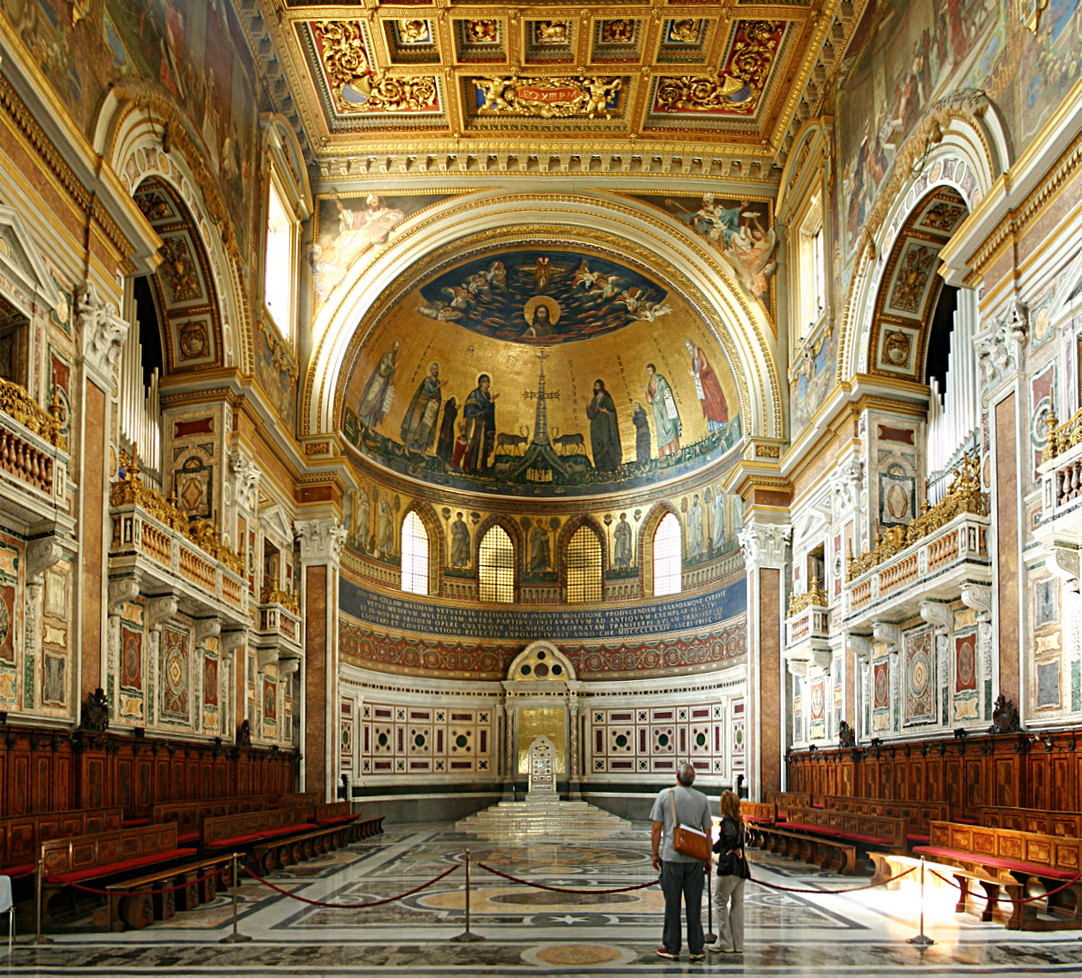
Lateranbasilika, Kathedrale des Bistums Rom

Nach dem Verständnis des Zweiten Vatikanischen Konzils (Sacrosanctum Concilium Nr. 41) ist die Kathedrale der vorrangige Ort, an dem sich das Gottesvolk einer Teilkirche (Diözese) unter Leitung des Bischofs versammelt, am vorzüglichsten bei der Feier der Liturgie; in der Kathedrale kommen Einheit und Ordnung der Teilkirche zum Ausdruck, von der Kathedra aus nimmt der Ortsbischof sein Amt „zu lehren, zu heiligen und zu leiten“ für seine Diözese wahr.
Im kanonischen Recht der römisch-katholischen Kirche hat die Kathedrale daher eine besondere Rechtsstellung als Kirche. Es ist eine feierliche Weihe vorgeschrieben (1217  CIC, 871  CCEO). Der Bischof ergreift in der Regel in der Kathedrale von seiner Diözese Besitz (Inthronisation), seine päpstliche Ernennungsurkunde muss dort verlesen werden (382  CIC). Sie ist auch als Ort für die Begräbnisfeier des Bischofs vorgesehen (1011  CIC). Der Bischof ist angehalten, in der Kathedrale häufig die Messe zu feiern, besonders an den gebotenen Feiertagen und anderen feierlichen Anlässen (389  CIC), und das Weihesakrament dort zu spenden (1011, § 1  CIC). In einer Kathedrale muss die Eucharistie aufbewahrt werden (934, § 1  CIC).
Das Kirchenrecht der katholischen Ostkirchen fordert vom Bischof, dafür zu sorgen, dass in der Kathedrale sogar täglich zumindest Teile der gottesdienstlichen Feiern gemäß den Regelungen der jeweiligen Kirche eigenen Rechts zelebriert werden (199, § 2  CCEO) und er regelmäßig und besonders an gebotenen Feiertagen sowie anderen Festen mit großem Volksinteresse selbst der Feier in der Kathedrale oder einer anderen Kirche vorsteht (199, § 3  CCEO).
In der römisch-katholischen Kirche gibt es laut Auflistung von GCatholic.org weltweit 3015 Kathedralen sowie 296 Kon-Kathedralen, 423 ehemalige Kathedralen und 41 Pro-Kathedralen.
Die ranghöchste Kirche der römisch-katholischen Kirche ist die Lateranbasilika, die Kathedrale der Diözese Rom und Bischofssitz des Papstes. Sie trägt die Ehrenbezeichnung Mutter und Haupt aller Kirchen des Erdkreises. Der Weihetag der Lateranbasilika wird in der römisch-katholischen Kirche als Fest im Rang eines Herrenfestes begangen.

## Kathedralkirchen und Bischofssitz
Durch die Verlegung von Bischofssitzen oder die Aufhebung von Bistümern durch die Reformation oder Säkularisation können Kathedralen ihren Titel verlieren.

### Konkathedrale
In der römisch-katholischen Kirche wird eine ehemalige Bischofskirche nach der Verlegung eines Bischofssitzes oder der Zusammenführung zweier Bistümer manchmal als zweite Kathedrale des Bistums weitergeführt und trägt die Bezeichnung Konkathedrale oder Ko-Kathedrale. Die Kathedrale des Erzbistums München und Freising ist die Frauenkirche, während der ursprüngliche Bischofssitz, der Freisinger Dom, heute Konkathedrale ist. Die Kirche vom Allerheiligsten Namen Jesu in Jerusalem wird als Konkathedrale des lateinischen Patriarchen in Jerusalem bezeichnet, weil der Kathedralrang der Grabeskirche vorbehalten ist.
Beispiele für weitere Konkathedralen sind:
- St. John’s Co-Cathedral, Malta in Valletta
- Dom zu Gurk, Konkathedrale der Diözese Gurk-Klagenfurt
- Marienkirche (Danzig), Konkathedrale des Erzbistums Danzig
- Basilika St. Peter (Dillingen), Konkathedrale des Bistums Augsburg
- Maria Himmelfahrt (Bozen), Konkathedrale des Bistums Bozen-Brixen
- Dom St. Petri (Bautzen), Konkathedrale des Bistums Dresden-Meißen
- Konkathedrale zum Gedächtnis der Sieben Schmerzen Mariens, Poprad, Slowakei
- Domkirche St. Eberhard, Stuttgart, Konkathedrale des Bistums Rottenburg-Stuttgart
- Konkathedrale des heiligen Nikolaus, in Prešov, Konkathedrale des Erzbistums Košice
- Konkathedrale Verwandlung Christi (Varnsdorf), der Altkatholischen Kirche in Tschechien
- Bartholomäuskirche (Danzig), Konkathedrale der griechisch-katholischen Eparchie Breslau-Danzig
- San Bartolomeo, Konkathedrale des Erzbistums Messina-Lipari-Santa Lucia del Mela, Insel Lipari, Italien
- Konkathedrale Santa María, in Castellón, Konkathedrale des Bistums Segorbe-Castellón de la Plana

### Prokathedrale
Vorläufig oder temporär eingerichtete Bischofskirchen werden Prokathedrale genannt und behalten diese Bezeichnung meist auch, nachdem der Bischofssitz wieder verlegt wurde. Besonders bei neu errichteten Bistümern kann es vorkommen, dass bis zur Fertigstellung einer geplanten Kathedrale eine andere Kirche temporär als Bischofssitz fungiert.

## Besondere Kathedralen

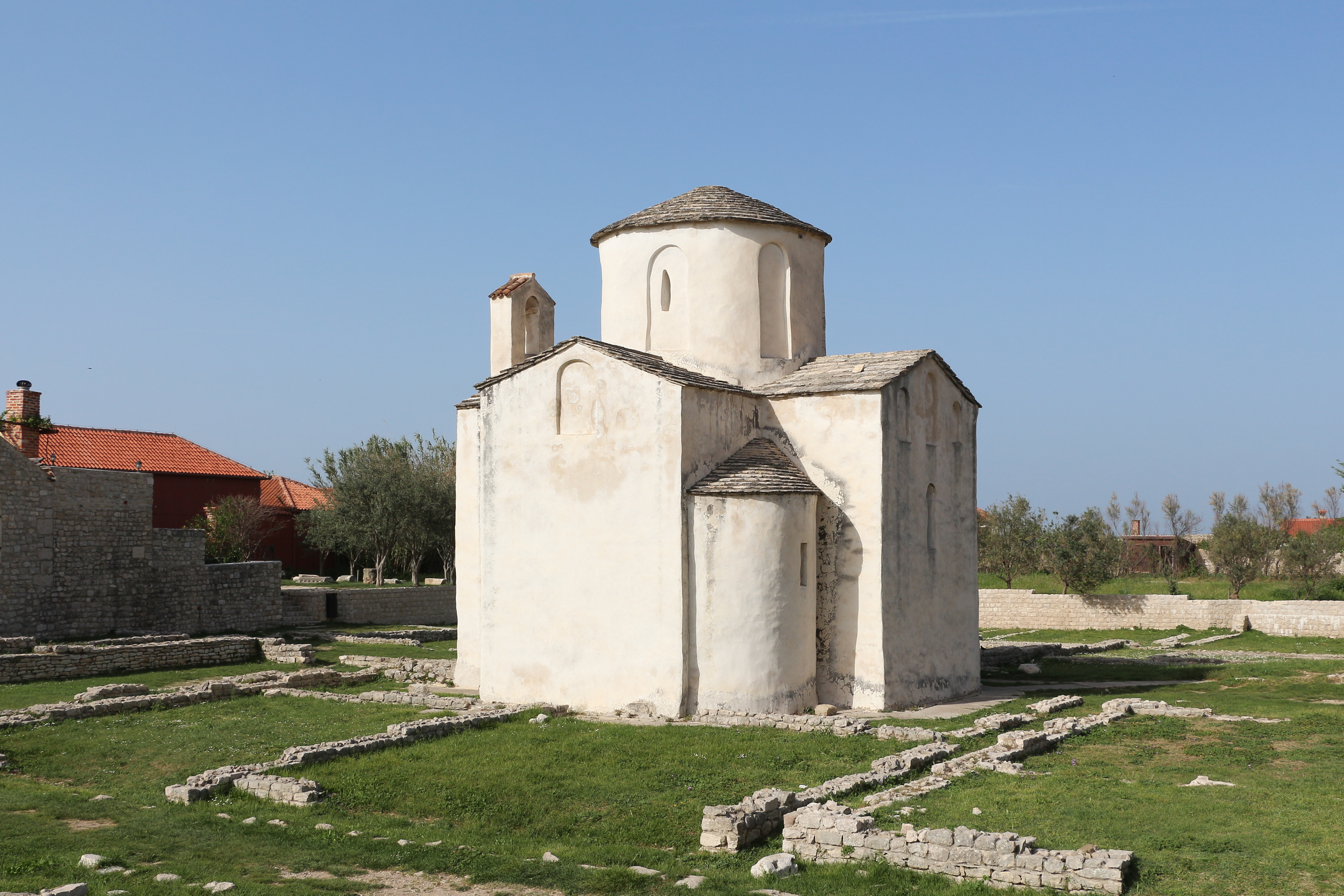
Heilig-Kreuz-Kirche in Nin, Kroatien

- Die um das Jahr 800 erbaute Heilig-Kreuz-Kirche in Nin, Kroatien, trägt den Beinamen „kleinste Kathedrale der Welt“; es ist aber unklar, ob sie jemals tatsächlich Bischofssitz war.
- Die Mezquita-Catedral de Córdoba gilt mit einer Grundfläche von 23.000 m² als größte Kathedrale der Welt.
- Die Grabeskirche hat in allen christlichen Konfessionen eine besondere Bedeutung und ist Kathedrale sowohl des Lateinischen Patriarchats von Jerusalem als auch des Griechischen Patriarchats von Jerusalem.